# Marcel Mahouvé
Marcel Mahouvé (Douala, 16 de janeiro de 1973) é um ex-futebolista camaronês que atuava como meio-campista.

## Carreira
Iniciou a carreira em 1991, no Tonnerre Yaoundé, onde jogou até 1994, quando foi contratado pelo Dynamo Yaoundé. Defendeu também Putra Samarinda, Montpellier, Clermont Foot, Inter Turku, Hamilton Academical e Saarbrücken. Teve ainda uma curta passagem pelo Capricorne, da ilha de Reunião.
Em 2008, assinou com o Persita Tangerang, onde atuou em 18 partidas antes de encerrar a carreira pela primeira vez no ano seguinte. Voltou aos gramados em 2015, aos 42 anos, para defender o Miami City Champions, time que disputa a Premier Development League, o quarto escalão no futebol dos Estados Unidos. Parou novamente de jogar logo após a participação da equipe.

## Seleção Camaronesa
Mahouvé estreou na Seleção Camaronesa em 1995, um ano após a fraca campanha dos Leões na Copa de 1994. Atuou na Copa de 1998, disputado apenas um jogo, e duas edições da Copa Africana de Nações (1996 e 2000, onde foi campeão).

## Títulos
Camarões
- Copa das Nações Africanas: 2000